# Torneo de Basilea 2024
El Swiss Indoors 2024 fue un torneo de tenis perteneciente al ATP Tour 2024 en la categoría ATP Tour 500. El torneo tuvo lugar en la ciudad de Basilea (Suiza) desde el 21 hasta el 27 de octubre de 2024 sobre canchas duras.

## Distribución de puntos
| Modalidad            | Campeón | Finalista | Semifinales | Cuartos de final | 2.ª ronda | 1.ª ronda | Clasificados | 2.ª ronda de clasificación | 1.ª ronda de clasificación |
| Individual masculino | 500     | 330       | 200         | 100              | 50        | 0         | 25           | 13                         | 0                          |
| Dobles masculino     | 500     | 300       | 180         | 90               | –         | –         | 45           | 25                         | 0                          |

## Cabezas de serie

### Individuales masculino
| Tenista               | Ranking | Preclasificado |
| Andrey Rublev         | 7       | 1              |
| Casper Ruud           | 8       | 2              |
| Stefanos Tsitsipas    | 11      | 3              |
| Holger Rune           | 14      | 4              |
| Ugo Humbert           | 16      | 5              |
| Ben Shelton           | 17      | 6              |
| Arthur Fils           | 20      | 7              |
| Félix Auger-Aliassime | 21      | 8              |

- Ranking del 14 de octubre de 2024.[2]

### Dobles masculino
| Tenistas                                 | Ranking | Preclasificados |
| Wesley Koolhof Nikola Mektić             | 27      | 1               |
| Santiago González Édouard Roger-Vasselin | 42      | 2               |
| Austin Krajicek Rajeev Ram               | 44      | 3               |
| Hugo Nys Jan Zieliński                   | 52      | 4               |

## Campeones

### Individual masculino
Giovanni Mpetshi Perricard venció a  Ben Shelton por 6-4, 7-6(7-4)

### Dobles masculino
Jamie Murray /  John Peers vencieron a  Wesley Koolhof /  Nikola Mektić por 6-3, 7-5